# Јиржи Тихи
Јиржи Тихи (Јенеч, 6. децембар 1933 — Подивин, 26. август 2016) био је чешки фудбалер .
Током клупске каријере играо је за Братиславу и Спарту из Прага. Тихи је са Спартом освојио три шампионске титуле. Одиграо је 19 утакмица за фудбалску репрезентацију Чехословачке, а био је део другопласираног тима на ФИФА-ином светском првенству 1962. године.